# Felsőcsernáton
Felsőcsernáton (románul Cernatu de Sus) Csernáton településrésze Romániában, Székelyföldön, Kovászna megyében.

## Fekvése
Az egyesített Csernáton falu része, a Csernáton-patak felső szakaszán, annak bal partján fekszik.

## Története
Területe ősidők óta lakott. A falu határában a Hegyesnek nevezett hegytetőn sáncokkal erősített vaskori földvár maradványai láthatók. A falutól 8 km-re északra a Szentkert nevű helyen egy Remetének nevezett kaszáló van, ahol egy 13. századi várfallal övezett kápolna állott. A községet 1497-ben Felső-Chernáthon néven említik. 1910-ben 1287 lakosa volt. A trianoni békeszerződésig Háromszék vármegye Kézdi járásához tartozott.

## Látnivalók

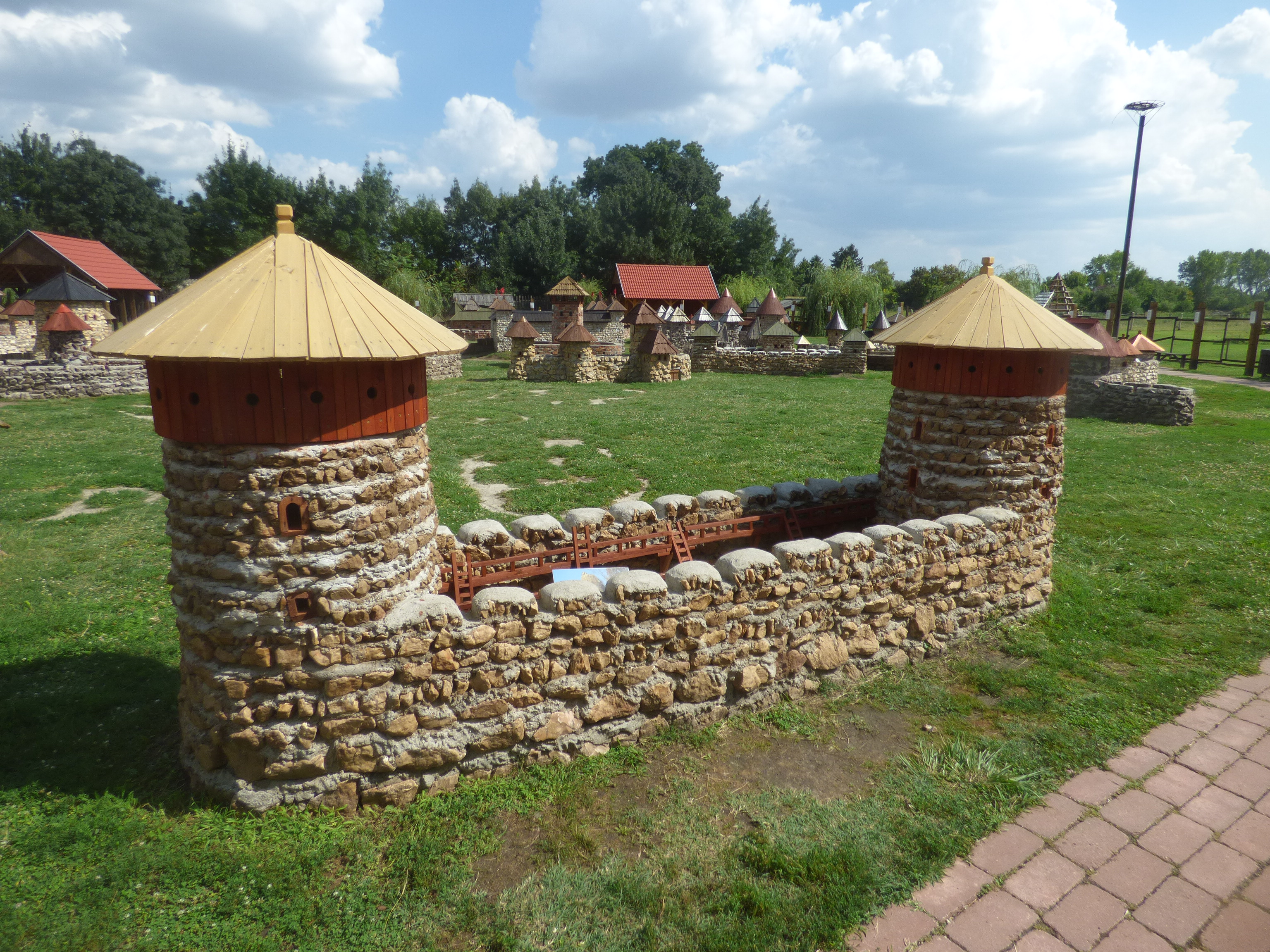
Ika várának makettje a dinnyési Várparkban

- A falu erődített református temploma is középkori eredetű, 1836-ban átépítették, védőfalaiból ma csak alapfalai látszanak.[2]
- Határában a Nagy- és az Ika-patak összefolyása feletti hegyfokon állnak Ika várának maradványai. Építése a 13. század második felére tehető. A falak által kerített terület hossza 169 méter, míg szélessége a déli oldalon 15 méter, a központi részen 24 méter, az északi végén pedig 15–16 méter. Ma már csak az egyik  torony áll,  ez eredetileg  20 méter magas volt.[4]
- Haszmann Pál Múzeum[5]

## Híres emberek
- Itt született 1712-ben Bod Péter református lelkész, az első magyar irodalomtörténész.
- Itt született 1861-ben Bodor János református lelkész, elbeszélő, emlékíró.